# Bataille de Castelló d'Empúries
Guerre d'indépendance espagnole
Batailles
- Durango (10-1808)
- Balmaseda (11-1808)
- Burgos (11-1808)
- Roses (11-1808)
- Espinosa (11-1808)
- Tudela (11-1808)
- Bubierca (11-1808)
- Somosierra (11-1808)
- Cardedeu (12-1808)
- Saragosse (12-1808)
- 1re Molins de Rei (12-1808)
- Sahagún (12-1808)
- Benavente (12-1808)
- Mansilla (12-1808)
- Castelló d'Empúries (01-1809)
- Cacabelos (01-1809)
- Lugo (01-1809)
- Zamora (01-1809)
- Astorga (01-1809)
- La Corogne (01-1809)

La bataille de Castelló d'Empúries se déroule le 1er janvier 1809 à proximité de Castelló d'Empúries, en Catalogne, dans le cadre de la guerre d'indépendance espagnole. Elle oppose les forces françaises du général Honoré Charles Reille aux troupes espagnoles du marquis de Lazán. L'affrontement se solde par une victoire espagnole. 

## Déroulement de la bataille
S'étant établi à L'Armentera, un village situé sur la rive droite du Fluvià, près de l'embouchure de ce fleuve dans la Méditerranée, le marquis de Lazán croit bon d'effectuer un coup de main sur Castelló d'Empúries, où s'est installé un bataillon français. À cause du mauvais état des chemins, l'attaque ne peut se faire avant le petit jour, et les Impériaux essaient de se retirer en direction de Roses en combattant. Toutefois, les hommes de Juan Clarós, qui cheminent à l'avant-garde de la division de Mariano Álvarez de Castro, réussissent à prendre les devants et à attendre leurs adversaires dans un bosquet à proximité duquel ils sont obligés de passer. Assailli de toutes parts, le bataillon français est anéanti. Des 500 hommes qui le constituent, 80 en réchappent et 90, dont un officier, se rendent. Les autres sont tués ou blessés.

## Suites de  la bataille
En apprenant ce désastre, le général Honoré Charles Reille fait une sortie de Figueras le jour suivant avec quelque 3 000 hommes, se proposant de donner une correction à Lazán et de lui couper la retraite vers Gérone ; mais, en dépit de son extraordinaire rapidité de réaction, il ne peut surprendre les troupes espagnoles qui l'attendent à Castelló d'Empúries, prêtes à combattre. Les Français attaquent avec fougue, mais leurs efforts sont inutiles. Repoussés plusieurs fois, ils sont contraints de renoncer à leurs intentions après beaucoup de pertes et s'en retourner au château de Sant Ferran, laissant Clarós, Álvarez de Castro et Lazán s'en retourner tranquillement à Gérone.
Une médaille commémorative est ultérieurement octroyée par le roi d'Espagne Ferdinand VII aux soldats espagnols ayant participé à la bataille.

## Sources
Traduction de l'article en espagnol : "Guerra de Independencia española 1808-1814" (voir lien externe).
Traduction de l'article en espagnol : "Oficio de Juan Clarós dirigida al Capitàn General y Junta Suprema del Principado Gerona, 11 de enero de 1809." (voir lien externe).